# Karl Abicht
Karl Ernst Abicht (* 15. Januar 1877 in Oels, Landkreis Oels, Provinz Schlesien; † 2. Februar 1962 in Zürich) war ein deutscher Verwaltungsbeamter, Landrat und Abgeordneter.

## Leben
Abicht war der Sohn des Gymnasialdirektors Karl Abicht (* 8. April 1831; † 23. Juni 1908) und dessen Frau Juliane Dorothea geborene Schweckendieck, der Tochter des Gymnasialdirektors Heinrich Wilhelm Schweckendieck. Er heiratete am 22. November 1904 Adeline geborene Neizert, die Tochter des Kommerzienrates Karl Neizert (* 17. April 1844; † 3. Juli 1932) aus Neuwied (siehe auch Villa Neizert). 
Seit 1885 besuchte er das Oelser Gymnasium, an dem er Ostern 1894 das Abitur ablegte. Danach studierte er in Göttingen und Berlin und legte am 17. Mai 1897 sein Referendarexamen am Kammergericht Berlin ab. Danach war er zunächst an Gerichten tätig, bevor er am 14. Juli 1899 Regierungsreferendar bei der Regierung Potsdam wurde. Am 26. April 1902 legte er die Große Staatsprüfung an und wurde im Juni 1902 Regierungsassessor und Vertreter des Oberamtmanns im Oberamt Gammertingen. Danach war er beim Landratsamt Tilsit und nach einer mehrmonatigen Orientreise am Landratsamt Neuwied tätig. Vom 1. Oktober bis 27. Dezember 1904 war er bei der Regierung Magdeburg, vom 28. Dezember 1904 bis 29. September 1910 beim OP Koblenz tätig. Am 15. September 1910 wurde er zunächst kommissarisch Landrat des Landkreises Westerburg. 1912 bis 1918 war er Abgeordneter im Nassauischen Kommunallandtag. Kriegsdienst musste er nicht leisten, da er als nicht tauglich ausgemustert worden war. Im Sommer 1919 wurde er beurlaubt und zum 1. Oktober 1919 in die Regierungsfinanzverwaltung übernommen. 1920 wurde er Leiter des Finanzamtes Neuwied mit dem Titel eines Oberregierungsrates. 1925 bis 1926 war er Leiter des Landesfinanzamtes Magdeburg und wurde dann auf eigenen Wunsch pensioniert. Er lebte dann in Neuwied, wo er noch bis 1934 als Bevollmächtigter zur Beaufsichtigung der Fürstlich Wiedschen Verwaltung arbeitete.